# Bitdefender

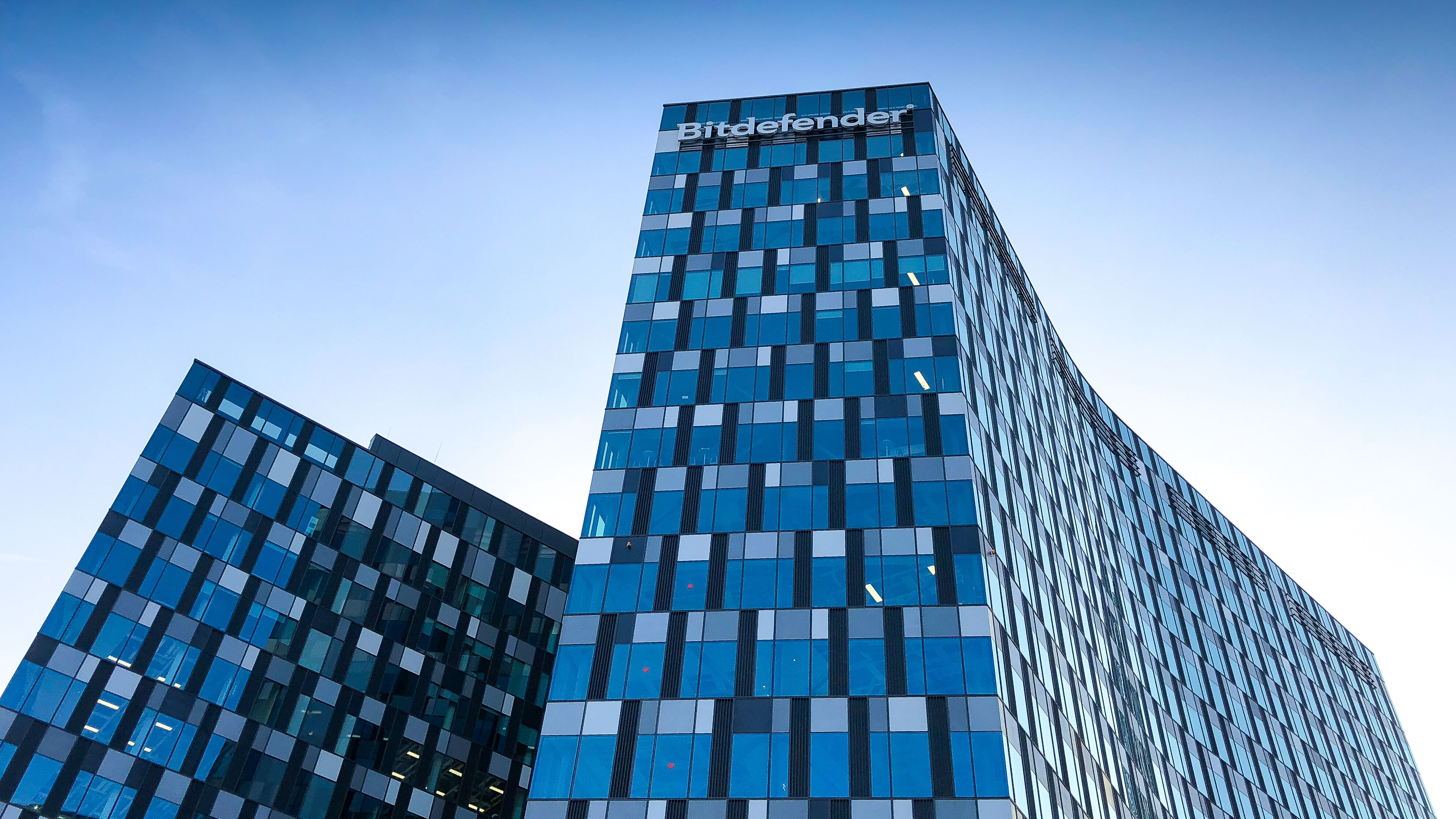
Bitdefender-Firmensitz in Bukarest

Bitdefender ist ein rumänisches Unternehmen aus der IT-Sicherheitsbranche mit Schwerpunkt auf Sicherheitslösungen. Das Unternehmen wurde 2007 vom Softwarehersteller Softwin ausgegliedert.

## Geschichte

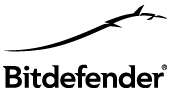
Ehemaliges Firmenlogo

Bitdefender wurde 2007 vom Computersoftwarehersteller Softwin ausgegliedert. Softwin wurde 1990 gegründet und sitzt in Bukarest, Rumänien. Das Unternehmen betreibt u. a. Büros in Tettnang (Deutschland), Barcelona (Spanien), Fort Lauderdale (USA), London (Großbritannien) und Kopenhagen (Dänemark). Die erste Antivirensoftware von Softwin hieß AVX (AntiVirus eXpert) und erschien weltweit von 1996 bis 2001. AVX führte einige Innovationen in den Antivirenmarkt ein. Sie boten zum ersten Mal eine intelligente Aktualisierung an, die ohne Eingriff des Benutzers funktionierte. Ein Webbrowser-Plug-in, das alle Downloads scannte und überwachte, gehörte ebenso zum Produktumfang. AVX war zudem ein Pionier im Bereich Blocking-Technologie und war das erste Programm, das eine integrierte persönliche Firewall anbot. Nach sechs Generationen der AVX-Produktreihe begann im November 2001 die Zeit von Bitdefender.

## Produkte
Bitdefender bietet Antiviren-Programmpakete (Suites) für Heimanwender und Unternehmen an. Die Produkte für Privatanwender laufen auf Microsoft Windows, Symbian OS, Windows Mobile, Mac OS X, Android und iOS. Die Unternehmenssoftware läuft auf Linux, FreeBSD, Solaris und Mac OS X. Die aktuelle Version des Pakets für Privatanwender beinhaltet Virenschutz, Anti-Spyware, Firewall, E-Mail-Spam-Filter, Backup, Tune-up und Kinderschutzfunktionen. Bitdefender bietet auf der Homepage einen kostenlosen Basis-Scan an. Die kostenlose Version der Software benötigt eine Registrierung und ist dann für ein Jahr gültig.
Bitdefender entwirft seine Programme, um Computer vor Viren und Spyware zu schützen. Das Programmpaket wurde im November 2001 zum ersten Mal veröffentlicht und seitdem wenigstens einmal jährlich aktualisiert.
Die kostenlosen Versionen von Bitdefender verzichteten noch im Jahr 2011 auf den Echtzeitschutz der kostenpflichtigen Versionen und waren daher weniger für Computer und Geräte geeignet, die ständig („always-on“) mit dem Internet verbunden sind.
Eine von Bitdefender im Jahr 2014 eingeführte Technologie namens „Photon“ soll sich zur Verbesserung der Performance an die Leistungsfähigkeit des Systems anpassen, auf dem die Software installiert ist. Aufgrund des modernen Mediennutzungsverhaltens wurde mit der Version 2016 eine neue Produktlinie „Bitdefender Total Security Multi-Device“ eingeführt, die neben Betriebssystemen Windows und Apple OS X auch für mobile Devices wie Smartphones und Tablets auf Android-Basis und iOS verfügbar ist.
| Privatanwender: - Bitdefender Total Security - Bitdefender Internet Security - Bitdefender Antivirus Plus - Bitdefender Antivirus for Mac - Bitdefender Mobile Security - Bitdefender Antivirus for Mac & PC - Bitdefender Antivirus Scanner for Unices - Bitdefender BOX Kostenlose Programme: - Bitdefender Online Scanner - Bitdefender QuickScan - Bitdefender Free Edition - Bitdefender safego - Bitdefender 4blogs - Bitdefender Trafficlight | Unternehmenssoftware: Business Solution Suites: - Bitdefender Small Office Security - Bitdefender Business Security - Bitdefender SBS Security - Bitdefender Corporate Security Endpoint Protection and Management: - Bitdefender Client Security - Bitdefender Antivirus for Mac – Business Edition - Bitdefender Antivirus Scanner for Unices Critical Server Protection: - Bitdefender Security for File Servers - Bitdefender Security for Samba - Bitdefender Security for SharePoint Gateway Services Protection: - Bitdefender Security for Exchange - Bitdefender Security for Mail Servers - Bitdefender Security for ISA Servers |

## Technologien

### Bitdefender Antispam NeuNet
Bitdefender Antispam NeuNet, kurz für Neural Network (Künstliches neuronales Netz), ist ein Antispam-Filter, der vom Bitdefender Antispam Lab auf einer Reihe von Spam-Nachrichten vorprogrammiert wurde. Er merkt sich Spamnachrichten und sortiert anhand von Ähnlichkeiten neue Nachrichten aus. Die Technologie lernt somit von sich aus und verbessert sich selbständig.

### B-Have
Die patentierte Technologie B-Have führte Bitdefender im Mai 2006 ein. Die Technologie hat das Ziel, die Abhängigkeit von Virensignaturen zu verringern und führt eine proaktive Erkennung unbekannter Bedrohungen ein. Diese Technologie basiert auf einer Verhaltensanalyse in einer virtualisierten Umgebung. Die Technik kreiert einen virtuellen PC, in dem Dateien ausgeführt und analysiert werden. Nach dieser Auswertung entscheidet B-Have, ob eine Datei bösartig ist oder nicht. Der virtuelle PC enthält eine Reihe von virtuellen Hardware-Geräten, somit wird die Konfiguration eines typischen PCs nachgestellt. B-Have kontrolliert Dateien und Programme nach typischen Merkmalen für Malware. So wird ein Programm als bösartig eingestuft, wenn es beispielsweise versucht, bestimmte Dateien zu ändern oder zu lesen. Auch das Erstellen einer neuen Datei, die in Verbindung mit einem bekannten Virus gebracht wird, erkennt B-Have und unterbindet das Erstellen. Nicht vertrauenswürdige Programme startet B-Have zuerst im virtuellen PC. Erst wenn keine bösartigen Prozesse erkannt werden, wird das Programm normal gestartet. Potentielle Bedrohungen löscht B-Have automatisch oder verschiebt sie in eine Quarantäne.

### Active Virus Control
Die Active Virus Control wurde 2009 vorgestellt und befindet sich seit den 2010er-Versionen in den Bitdefender-Produkt-Suiten.
Die Technologie überwacht alle Prozesse, die auf einem PC ablaufen. Malware-ähnliche Prozesse zeichnet die Technologie auf. Jeder Prozess und jede Aufzeichnung wird bewertet. Wenn ein bestimmter Grenzwert erreicht wird, wird der Gesamtprozess als gefährlich eingestuft. Anders als heuristische Technologien kontrolliert Active Virus Control jede Applikation, solange sie aktiv ist, und nicht nur beim ersten Start. Aufgrund dieser Vorgehensweise wird Active Virus Control als eine dritte Schicht der Verteidigung im Bereich Antivirus gesehen.